# Aït Bouhini
Aït Bouhini est un village kabyle de la commune de Yakouren dans la wilaya de Tizi-Ouzou en Algérie. Il est l’un des grands villages de la commune de Yakouren par sa superficie.

## Géographie
Le village est situé à l’est de la wilaya de Tizi-Ouzou. Délimité par Yakouren à l’est et Azazga à l’ouest. Au sud du village se trouvent les villages de Cheurfa et Ait Bouada.
Il culmine une altitude de 800 m, entouré de forêt et de terres agricoles.

## Personnalités du village
- Arezki El Bachir, opposant kabyle à la colonisation française à la fin du XIXe siècle, y est né en 1857[1].
- Djamila, comédienne et chanteuse, y est née en 1930.
- Le Réalisateur et Acteur Ahmed mebani Lounes Arib